# Hibiscus malacophyllus
Hibiscus malacophyllus là một loài thực vật có hoa thuộc họ Malvaceae.
Loài này chỉ có ở Yemen. Môi trường sống tự nhiên của chúng là rừng khô nhiệt đới hoặc cận nhiệt đới và vùng cây bụi khô khu vực nhiệt đới hoặc cận nhiệt đới.